# 79 Pułk Piechoty (austro-węgierski)
Węgiersko-chorwacki Pułk Piechoty Nr 79 (niem. Ungarisches (koratisches) Infanterieregiment Nr. 79, Otocaner Infanterieregiment Nr. 79) – pułk piechoty cesarskiej i królewskiej Armii. 

## Historia pułku
Pułk został utworzony 1 lutego 1860 roku z dwóch batalionów liniowych (Linieninfanterieregiment) 26 Pułku Piechoty i jednego batalionu z 22 Pułku Piechoty. 
Okręg uzupełnień nr 79 Otočac (węg. Otocsán) na terytorium 13 Korpusu.
Kolejnymi szefami pułku byli:
- 1860–1867 – Carl Ritter von Franck,
- 1867–1873 – Graf Huyn,
- 1873–1918 – FZM Joseph Jellačić von Bužim[2].

Kolory pułkowe: jabłkowy (apfelgrün), guziki srebrne.
Skład narodowościowy w 1914 roku 96% – Chorwaci i Serbowie.
W 1873 roku sztab pułku stacjonował w Trydencie, batalion zapasowy i komenda uzupełnień w Nyíregyházie.
W 1900 roku komenda pułku razem z 3. i 4. batalionem stacjonowała w Otočacu, 2. batalion w Karlstadt, a 1. batalion był detaszowany do Nevesinje na terytorium 15 Korpusu. Pułk (bez 1. batalionu) wchodził w skład 71 Brygady Piechoty należącej do 36 Dywizji Piechoty, natomiast detaszowany 1. batalion był podporządkowany komendantowi 3 Brygady Górskiej należącej do 18 Dywizji Piechoty.
W latach 1902–1914 pułk stacjonował Rijece (wł. Fiume) z wyjątkiem 2. batalionu, który pozostawał w pułkowym okręgu uzupełnień, w Otočacu. Cały pułk wchodził w skład 71 Brygady Piechoty należącej do 36 Dywizji Piechoty.

## Komendanci pułku
- płk Adolph Backi (1860[1] – )
- płk Carl Wischnich (1873)
- płk Johann Kosatzky (1900–1904)
- 1905–1906 – płk Anton Smieth
- 1907 – płk Ferdinand Urban
- 1908–1911 – płk Johann Graf Salis-Seewis
- płk Eugen von Luxardo (1912–1914[2])